# Albergo Popolare
L'Albergo Popolare è un'istituzione di Firenze situata in alcuni ambienti dell'ex-convento del Carmine, con accesso da via del Leone 35 o da via della Chiesa.

## Storia
I locali del convento prevedevano l'accoglienza dei bisognosi fin dall'Ottocento, ma solo nel 1905 si decise di farne la sede dell'Albergo Popolare, in grado di ospitare le persone in stato di indigenza. Come ricorda una lapide, la struttura venne ingrandita a spese del Comune nel 1926, di settanta letti, ed oggi arriva a coprire 150 posti letto. Qui sono ospitati inoltre alcuni servizi e attività sociali come il gruppo di Alcolisti Anonimi.
Tra il 1994 e il 1995 il chiostro e l'ala monumentale vennero restaurati. L'architettura generale del complesso è ancora quella rinascimentale, sebbene alcuni spazi interni abbiano una distribuzione alterata per consentire l'uso secondo le esigenze di accoglienza.

## Architettura

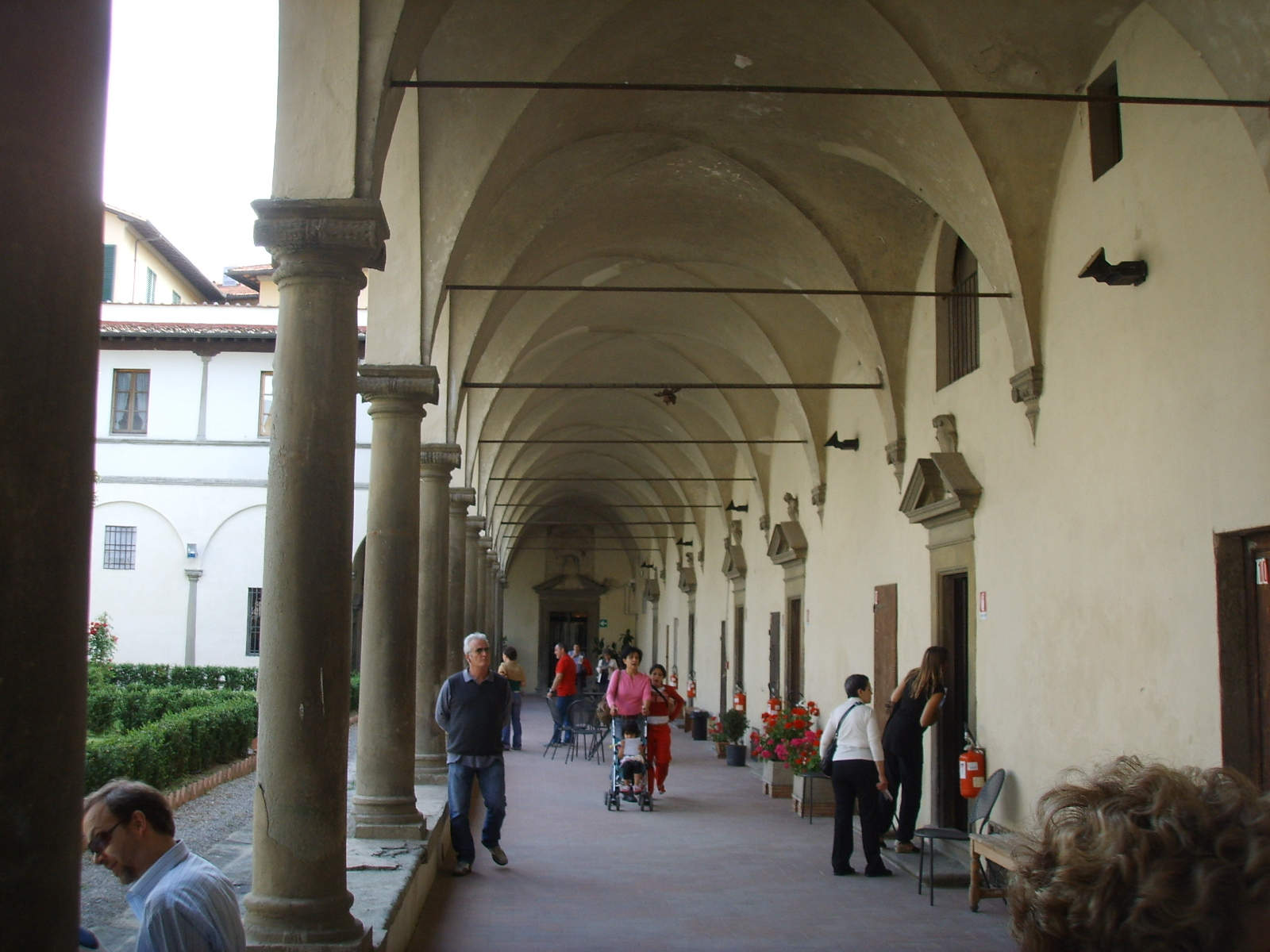
Il loggiato

L'Albergo Popolare sfrutta gli ambienti attorno al secondo chiostro del convento, quello a sviluppo più longitudinale invece che quadrato, risalente alla seconda metà del XV secolo e caratterizzato da un lungo loggiato sul lato ovest e dagli altri lati murati. Il loggiato è coperto da volte a crociera sorrette da archi a tutto sesto e colonne in pietra serena con eleganti capitelli ionici. Le colonne poggiano su un basso muretto che delimita l'area verde al centro. Sui lati murati, arcate cieche con semicolonne ripropongono la stessa partitura architettonica, che al primo piano vede una loggetta tamponata con architravi e colonnine, dove in parte oggi si aprono finestre rettangolari.
L'area verde è composta da siepi divise da due vialetti ortogonali al centro, bordate da siepi di bosso ed ornate da essenze fiorite e arboricole, come una magnolia.
Sul lato ovest si apre la cosiddetta "ala monumentale", con tre ambienti principali dove si trovano tracce di affreschi: un salone, la cosiddetta "Sala delle Capriate" e l'ex-libreria del convento. Quest'ultima è decorata da un pregevole soffitto ligneo del 1656, composto da otto partiture quadrate con intagli di rosoni e fiorami.

## La cappella
Sul lato sud si apre una cappella ad aula unica coperta da volte a crociera poggianti su semicolonne in pietra, probabilmente frutto della tamponatura in un secondo momento di questo lato breve del chiostro. All'interno vi si trova un affresco firmato a datato anno 1600 di Bernardino Poccetti (Sacrificoo di Elia). La pala d'altare con la Crocifissione è invece di artista ignoto della seconda metà del Cinquecento.

## Altre immagini

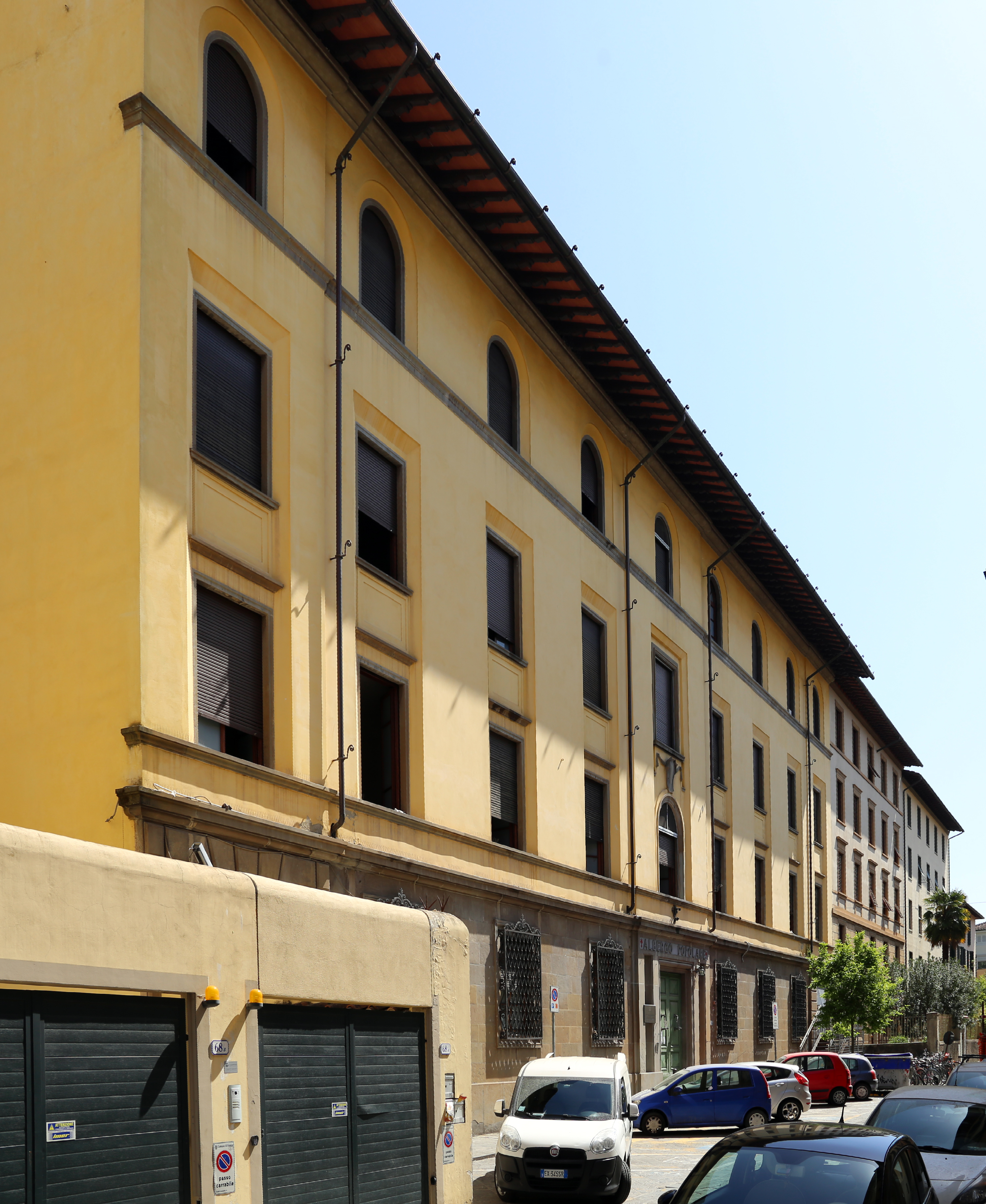
Facciata su via della Chiesa
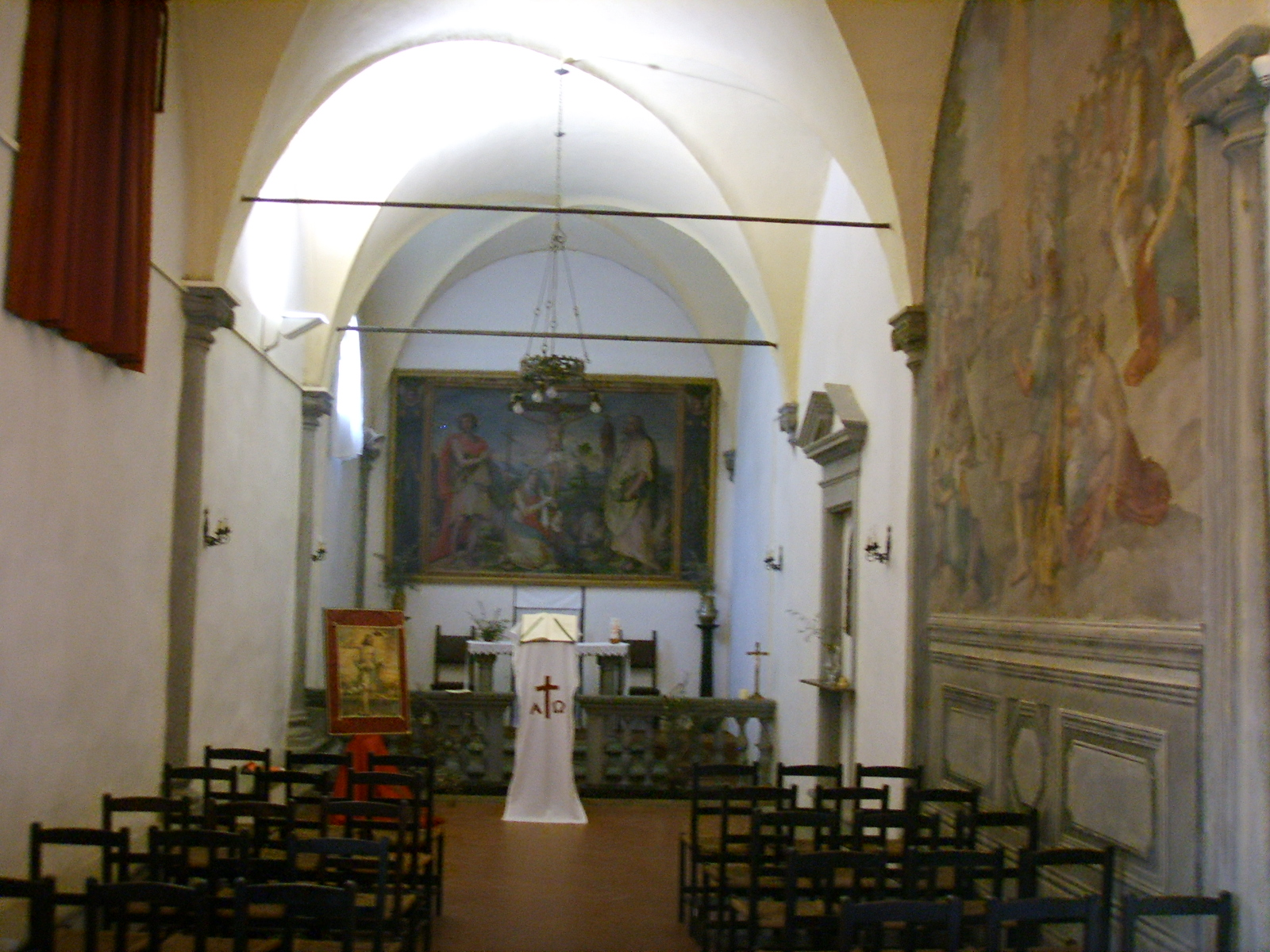
La cappella
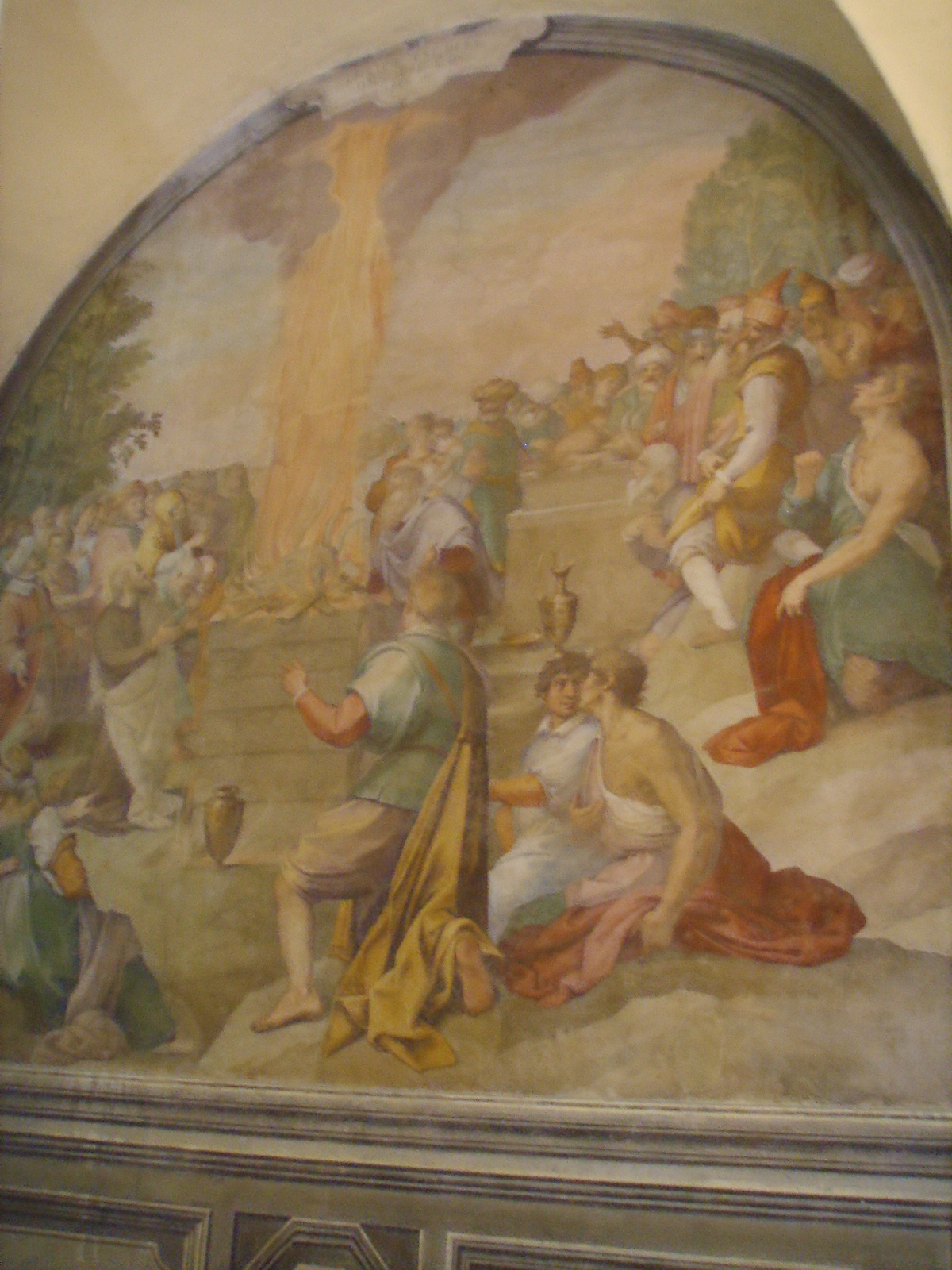
Affresco di Bernardino Poccetti
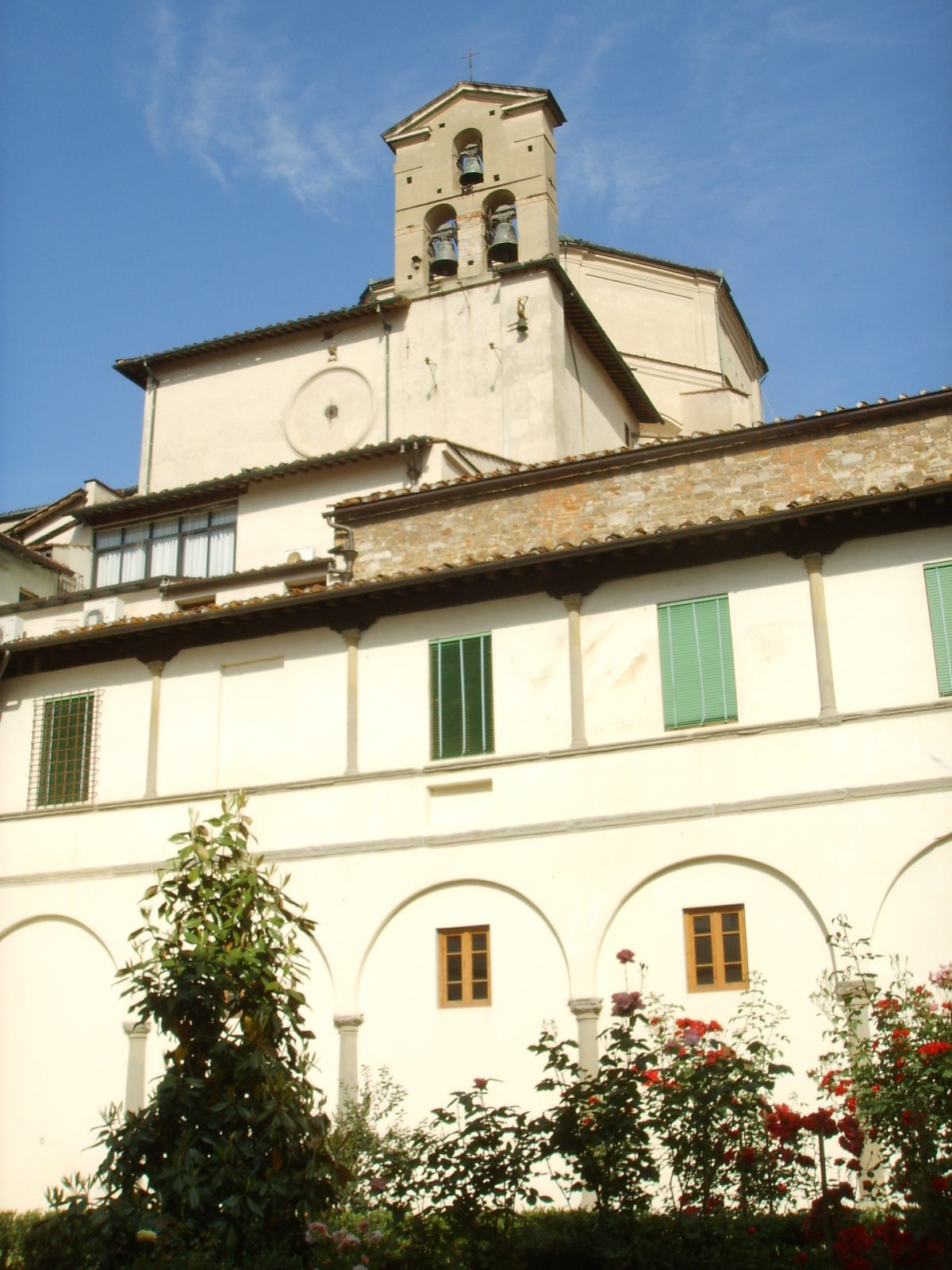
Campanile a vela della cappella Brancacci, visibile dal chiostro